# 〜オーシャンビュー〜南阿波サンライン・風景海道
〜オーシャンビュー〜南阿波サンライン・風景海道（オーシャンビューみなみあわサンラインふうけいかいどう）は、徳島県南部にある日本風景街道のひとつで、この場合の街道とは特定の道を指す物ではなく、その地域ならではの自然・文化を活かし、景観の向上・地域活性化・観光振興などを行うとりくみのこと。徳島県道147号日和佐牟岐線（南阿波サンライン）沿線のみちづくりを目的とする。

## 概要
〜オーシャンビュー〜南阿波サンライン・風景海道は、2013年（平成25年）3月、国土交通省の日本風景街道に四国風景街道の12番目のルートとして登録されたもので、四国に14ある風景街道のひとつ。南阿波サンラインを中心とした美波町と牟岐町の海岸地帯。みどころは、室戸阿南海岸国定公園などの太平洋の景色。

## 沿道の見所
- 千羽海崖
  - 室戸阿南海岸国定公園の特別保護地区になっている [2]
- 貝の資料館モラスコむぎ
  - 世界の貝を約2000点展示している。施設の概観は巻貝と二枚貝を模している。
- 千年サンゴ
  - 1000年以上成長しつづけているハマサンゴ[2]
- 大浜海岸
  - アカウミガメの産卵地で日本の渚百選、四国のみずべ八十八カ所にも選ばれている[2]。
- 出羽島
  - 面積0.4平方キロメートル。国の天然記念物のシラタマモ自生地がある。

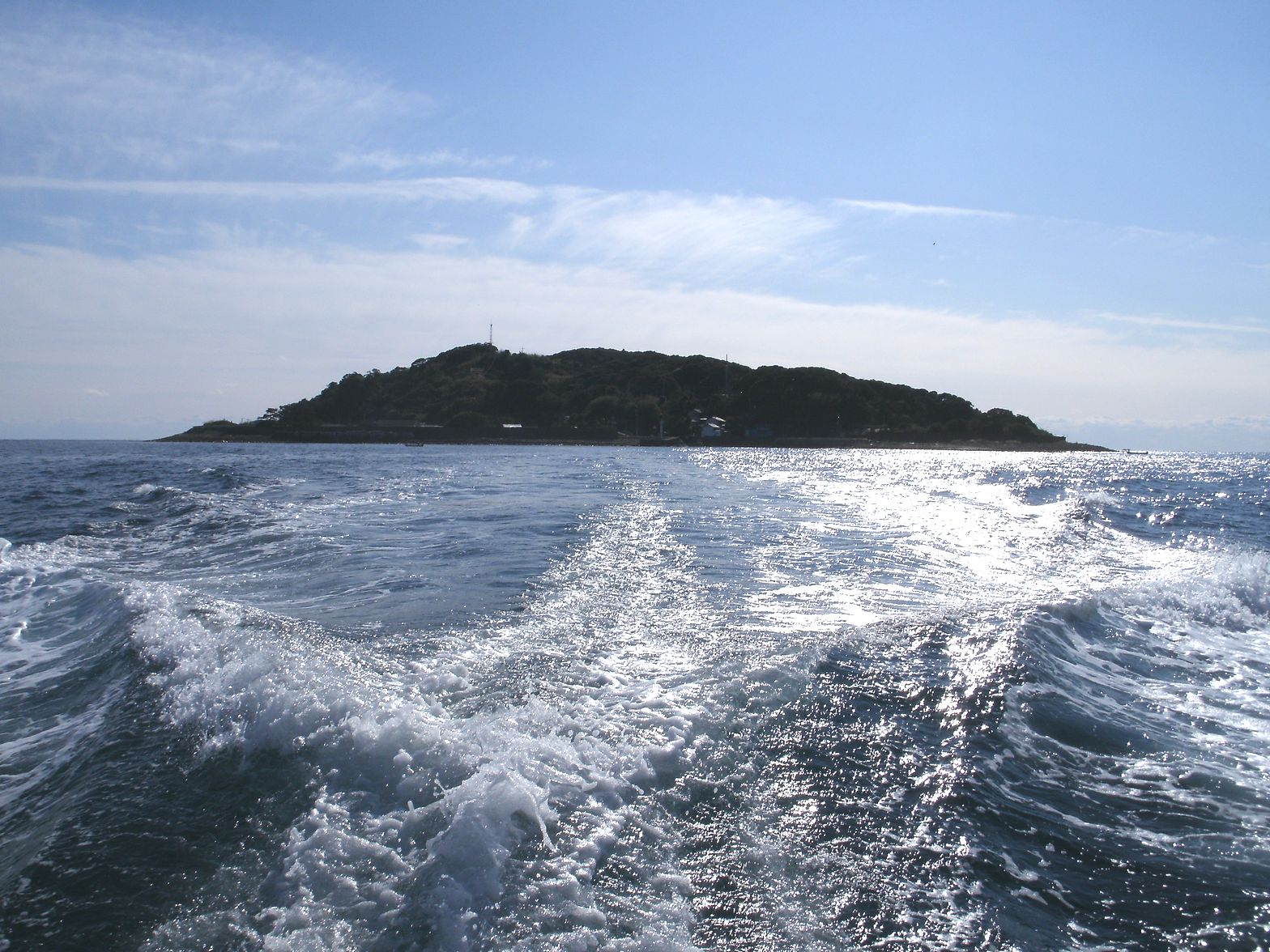
出羽島

## 沿道の行事
- 四国の右下ロードライド
- 日和佐海がめトライアスロン
- 出羽島・牟岐アート展
  - 出羽島の地域おこしとして、2013年2-3月に第1回を開催し、10568人の来場者があった[3]。

## 活動主体
- 南阿波サンライン活性化協議会
  - 15団体（地元NPO、ボランティア団体、地元企業、観光協会、美波町、牟岐町、徳島県）で発足。

## エリア内の道の駅
- 道の駅日和佐